# Joachim Huske
Joachim Huske (* 7. September 1932 in Berlin; † 31. Januar 2022 in Unna) war ein deutscher Bergbauingenieur und -autor aus Holzwickede.

## Leben
Joachim Huske war nach seinem Abitur im Steinkohlenbergbau im Ruhrgebiet tätig, bis er ein Bergbaustudium an der Montanuniversität Leoben aufnahm. Nach seiner Rückkehr in das Ruhrgebiet war Huske bei der Essener Steinkohlenbergwerke AG (Zeche Königin Elisabeth) tätig. Er wurde später Abteilungsleiter für Forschung und Entwicklung der Ruhrkohle AG.
1987 gründete er den Arbeitskreis Kreis Unna und leitete diesen über seine Pensionierung im Januar 1990 hinaus bis zum Jahr 2017.
Huskes Augenmerk galt dem Bewahren des bergbaulichen Erbes im Ruhrgebiet. Zahlreiche Buchveröffentlichungen, bergbauhistorische Vorträge und geführte Wanderungen bezeugen sein Engagement. Sein 1987 erschienenes Buch Die Steinkohlenzechen im Ruhrrevier gehört heute zu den Standardwerken des Ruhrbergbaus.
Er war mit Melanie Huske verheiratet. Das Ehepaar hatte drei Kinder.

## Schriften
- mit Wilfried Reininghaus, Thomas Schilp: Das Muth-, Verleih- und Bestätigungsbuch, 1770–1773. Eine Quelle zur Frühgeschichte des Ruhrbergbaus. Wittmaack 1993, ISBN 3-9802117-9-7, S. 236.
- Die Steinkohlenzechen im Ruhrrevier. Daten und Fakten von den Anfängen bis 2005. 3. überarbeitete und erweiterte Auflage. Deutsches Bergbau-Museum Bochum, Bochum 2006, ISBN 3-937203-24-9.
- mit Tilo Cramm: Bergmannssprache im Ruhrrevier. Auswahl und Erläuterung einiger, vornehmlich älterer Ausdrücke der Bergmannssprache im Steinkohlenbergbau an der Ruhr. 5. Auflage. Regio, Werne 2002, ISBN 3-929158-14-0.
- mit Heinz Sydow: Romberger Erbstollen. Die Anfänge des Bergbaus in Unna-Massen. Hrsg.: Stadt Unna, Referat für Öffentlichkeitsarbeit. Unna 1995, ISBN 3-927082-31-7.

## Auszeichnungen
- 2004: 2. Preis des Geschichtswettbewerbs 2004 des Regionalverbandes Ruhr und dem Forum Geschichtskultur an Ruhr und Emscher in der Kategorie „historisch Interessierte“[3]